# Гайду-Бігар
Га́йду-Бі́гар (угор. Hajdú-Bihar) — медьє на сході Угорщини біля кордону з Румунією. Межує з медьє Яс-Надькун-Сольнок, Саболч-Сатмар-Береґ, Бекеш та Боршод-Абауй-Земплен. Адміністративний центр — Дебрецен.

## Історія
Медьє Гайду-Біхар утворилося після Другої світової війни в результаті об'єднання двох довоєнних областей Гайду і Біхар.

## Географія
Північний схід медьє Гайду-Біхар горбистий, західна частина медьє — степ, вкрититий степовою рослинністю (пуста). Велика частина медьє розташована на Середньодунайській низовині (в Альфельді).
Найбільші річки медьє — Тиса і Кереш.

## Адміністративний поділ

### Скасований
До 15 липня 2013 року в склад медьє входило 9 районів (kistérségek).
| Район                         | Оригінальна назва              | Адм. центр     | Площа (км²) | Мешканців | Общин |
| ----------------------------- | ------------------------------ | -------------- | ----------- | --------- | ----- |
| Бальмазуйварошський район     | Balmazújvárosi kistérség       | Бальмазуйварош | 731,24      | 30 110    | 4     |
| Беретьйоуйфальський район     | Berettyóújfalui kistérség      | Беретьйоуйфалу | 1 225,54    | 53 875    | 29    |
| Дебреценський район           | Debreceni kistérség            | Дебрецен       | 498,58      | 204 297   | 2     |
| Деречке-Летавертешський район | Derecske-Létavértesi kistérség | Летавертеш     | 542,88      | 39 661    | 10    |
| Польгарський район            | Polgári kistérség              | Польгар        | 383,86      | 14 822    | 6     |
| Пюшпекладаньський район       | Püspökladányi kistérség        | Пюшпекладань   | 954,95      | 51 989    | 13    |
| Гайдубесерменьський район     | Hajdúböszörményi kistérség     | Гайдубесермень | 731,05      | 59 869    | 3     |
| Гайдугадгазський район        | Hajdúhadházi kistérség         | Гайдугадгаз    | 635,62      | 60 734    | 11    |
| Гайдусобосльський район       | Hajdúszoboszlói kistérség      | Гайдусобосло   | 506,74      | 34 015    | 4     |

### Існуючий
Починаючи з 15 липня 2013 адміністративний поділ медьє Гайду-Біхар має наступний вигляд: